# Gartenstadt Westernplan

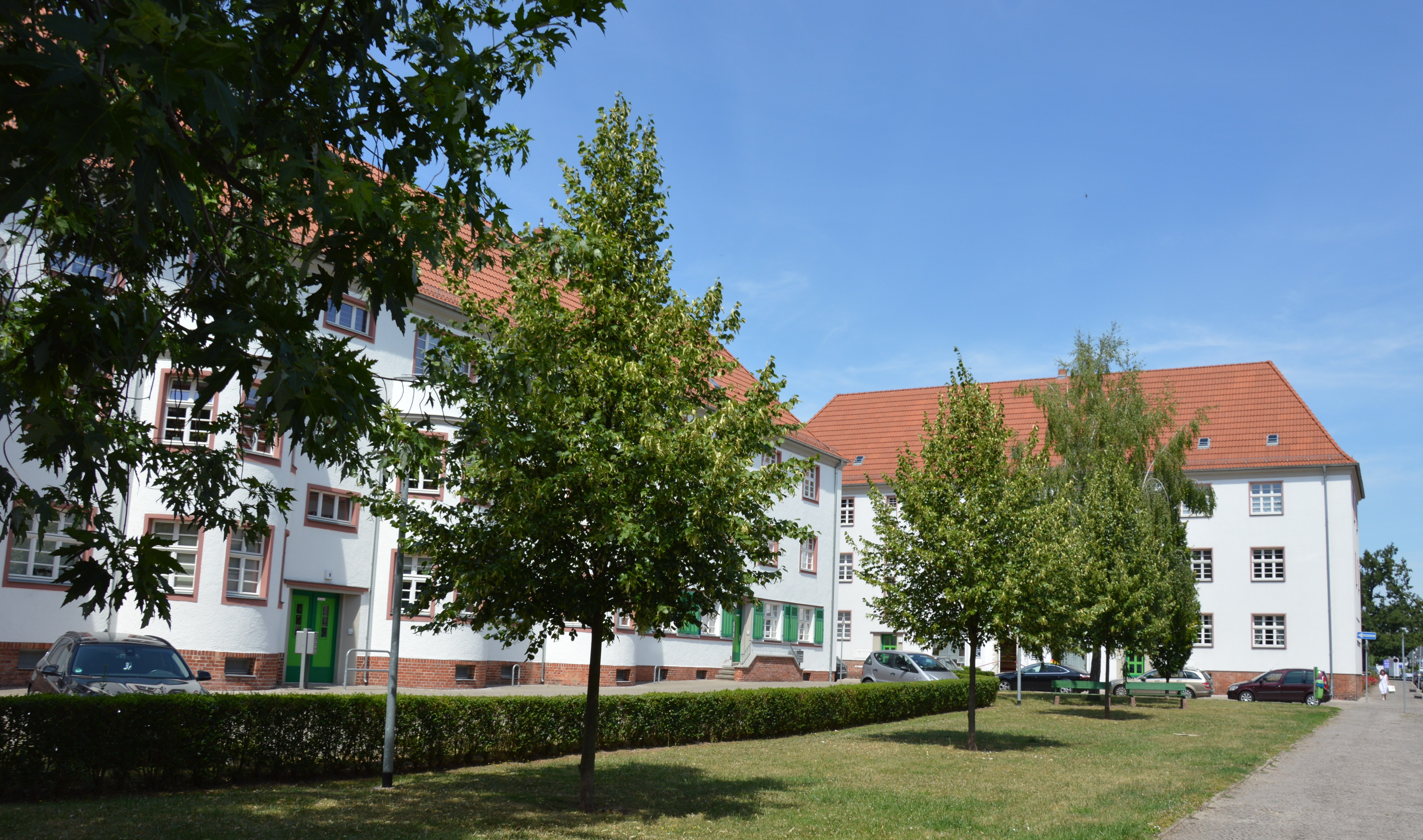
Siedlung Westernplan, Martin-Anderson-Nexö-Straße, Blick nach Norden, 2018

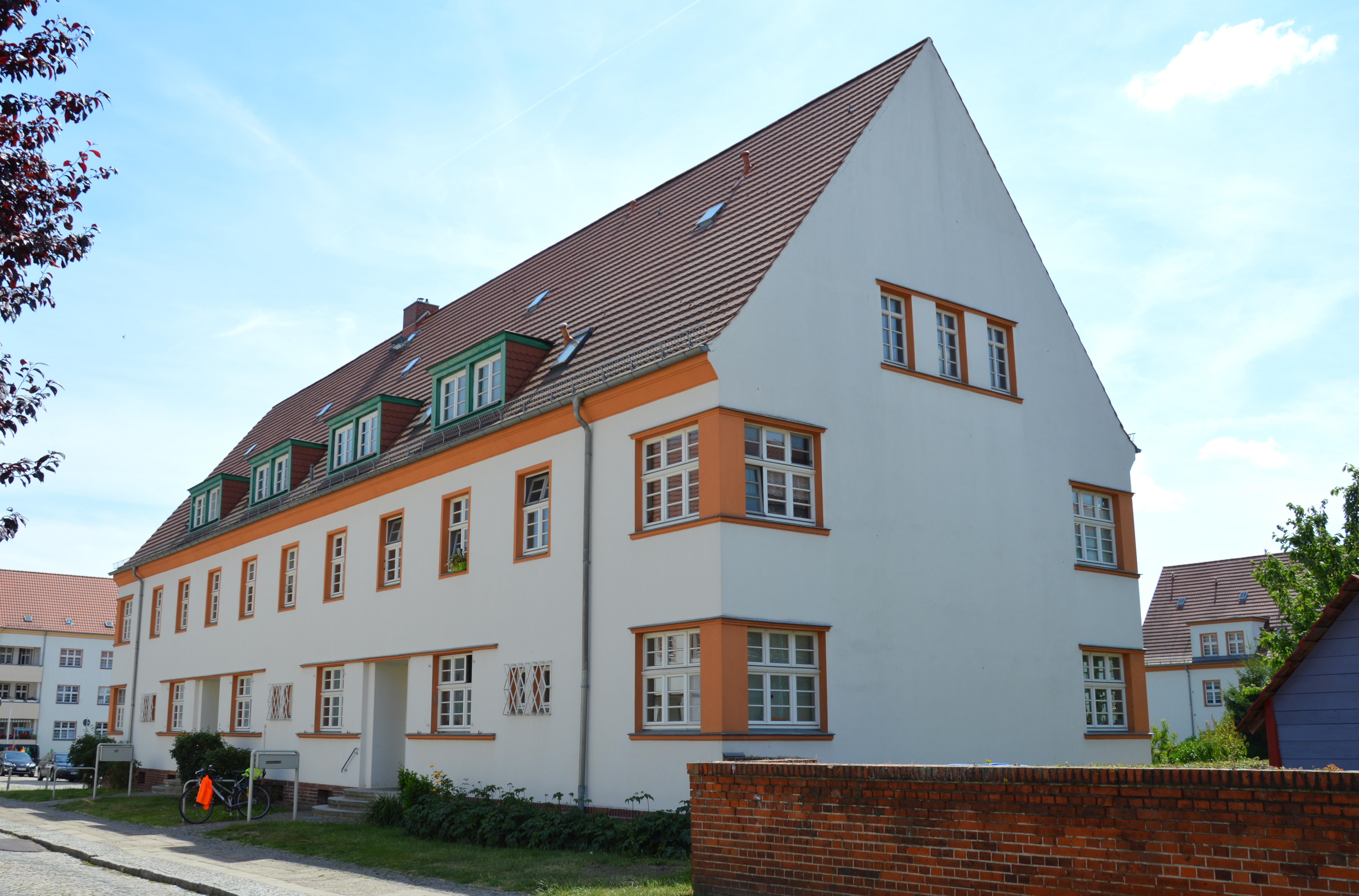
Westernplan 9a

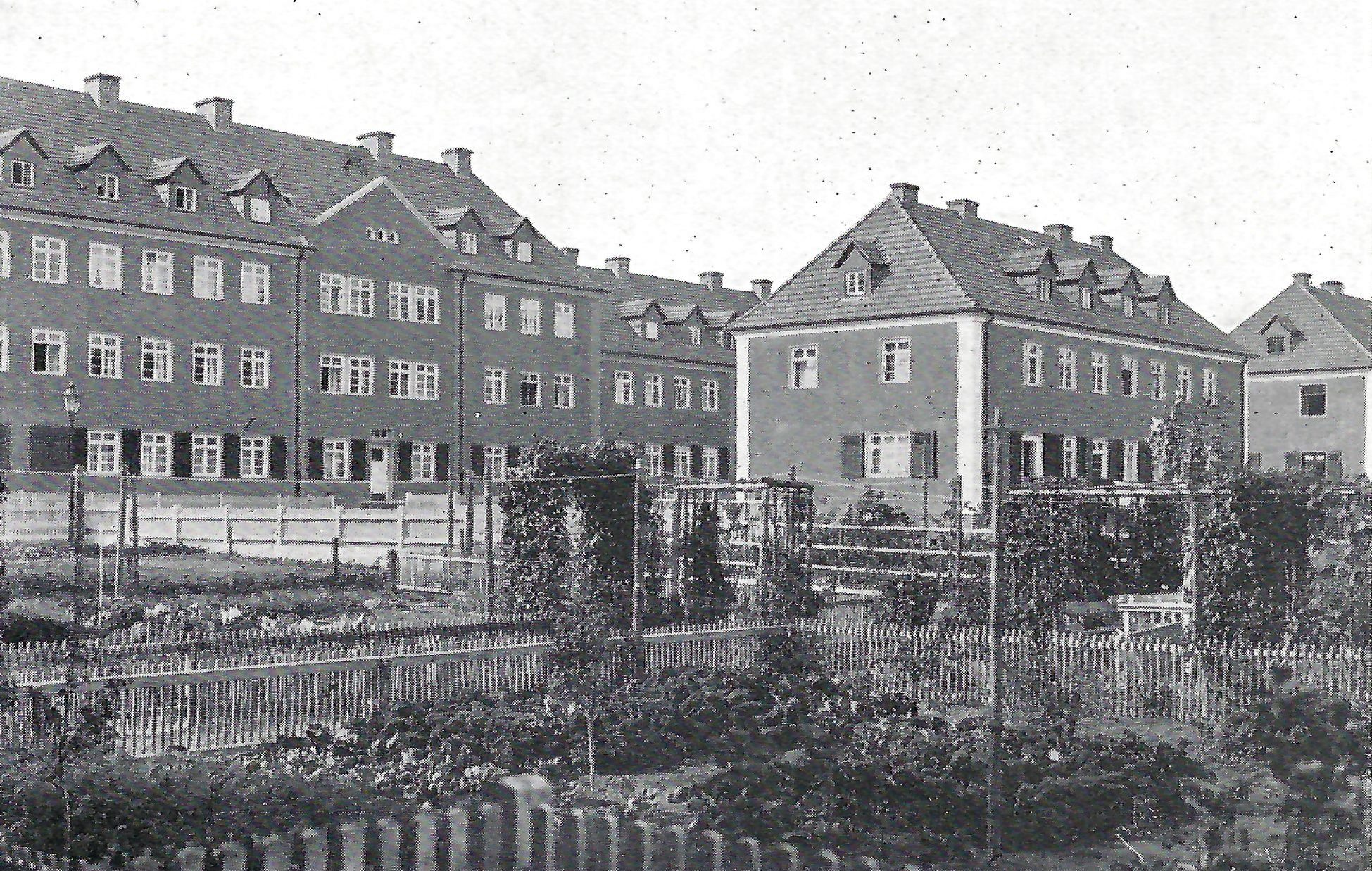
Westernplan in den 1920er Jahren

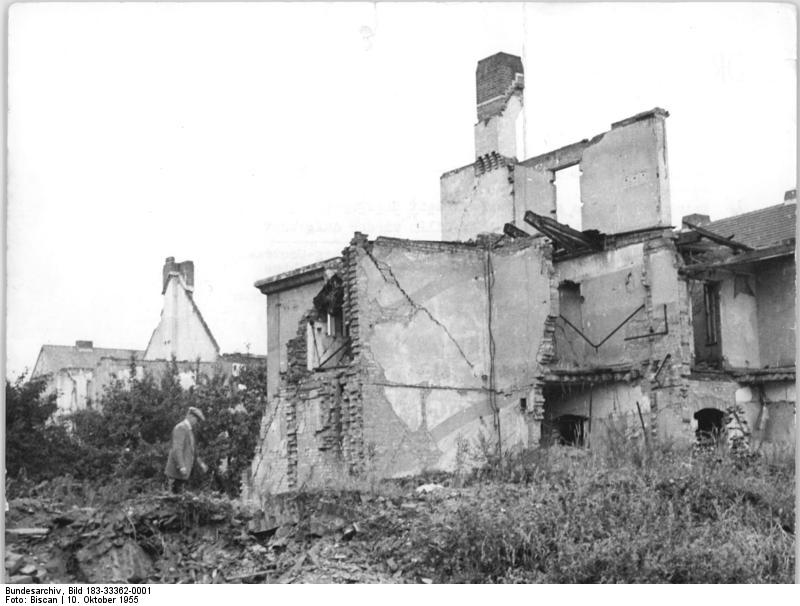
Kriegszerstörungen in der Röntgenstraße, 1955

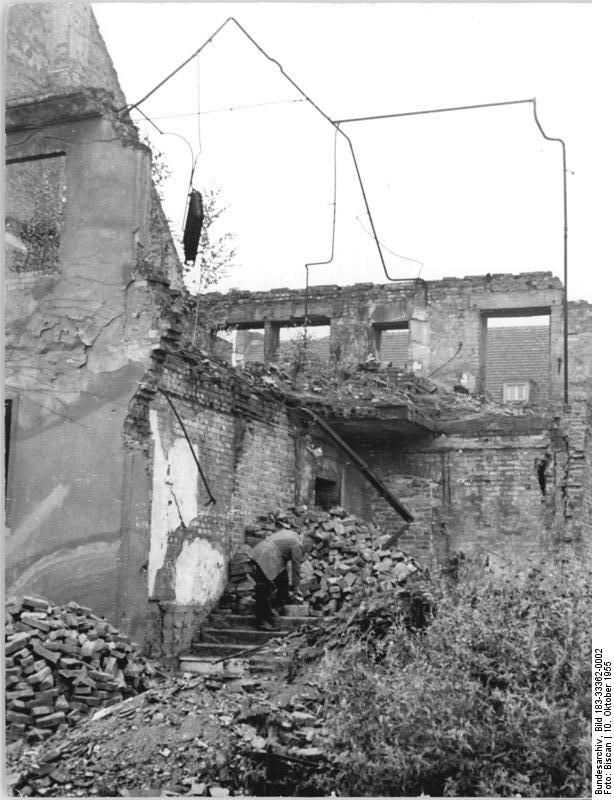
Röntgenstraße, 1955

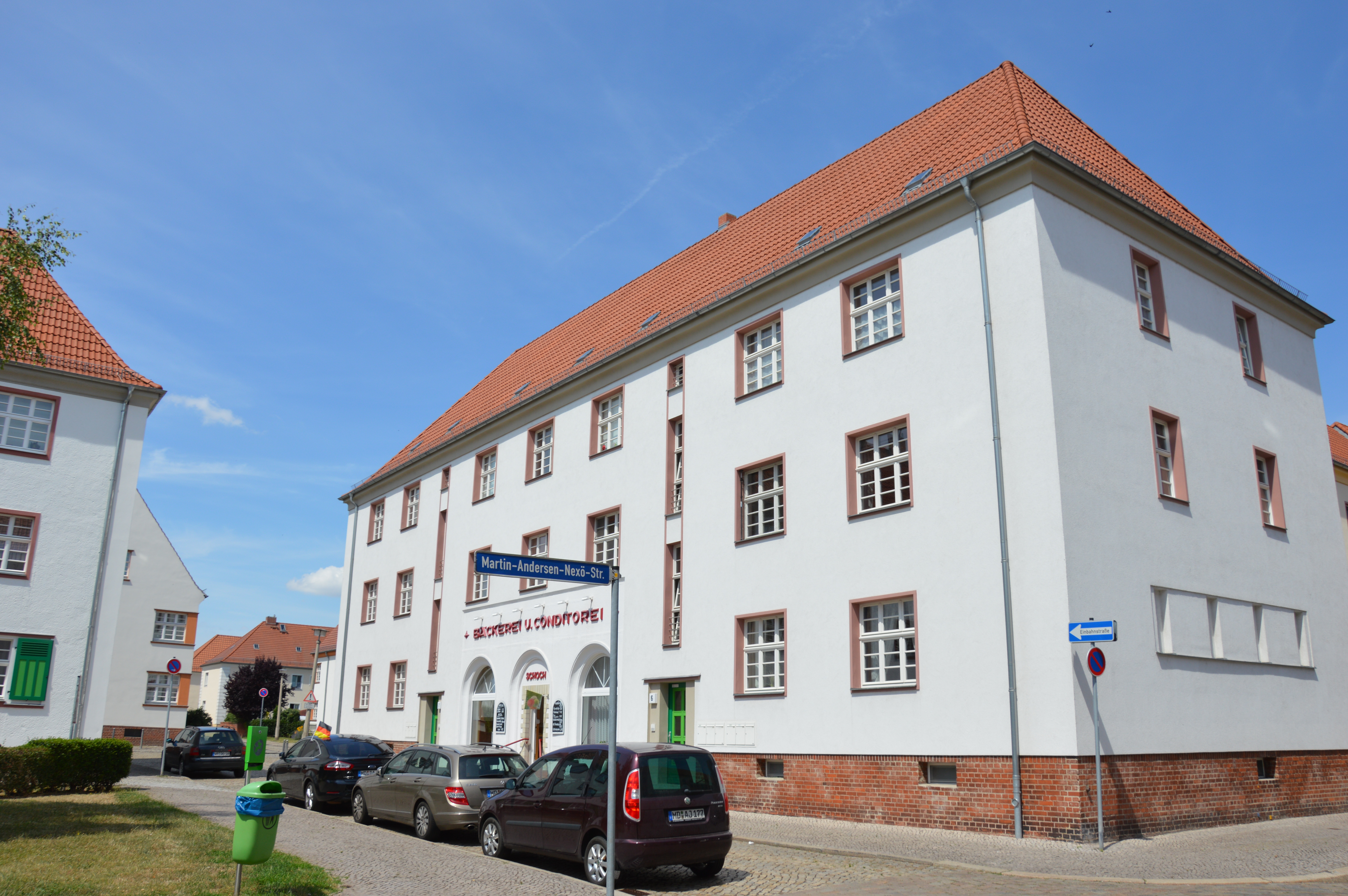
1926 errichtete Bäckerei

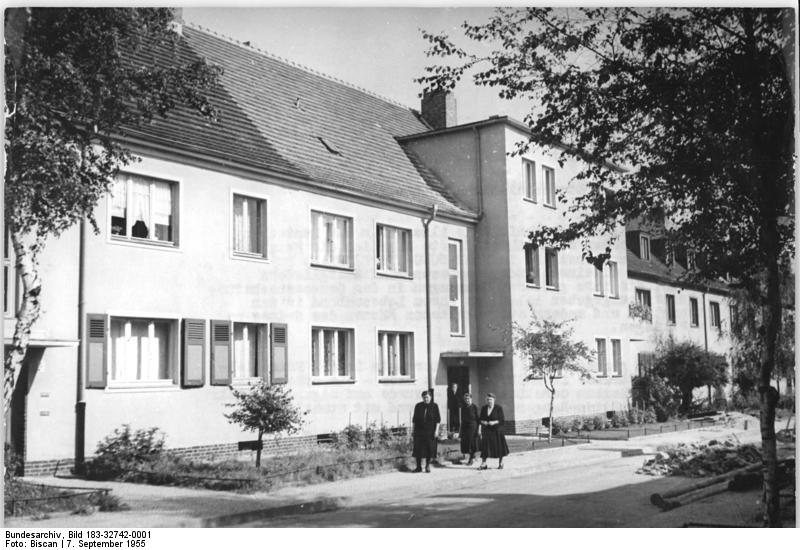
Genossenschaftliches Altersheim in der Friedrich-Naumann-Straße, 1955

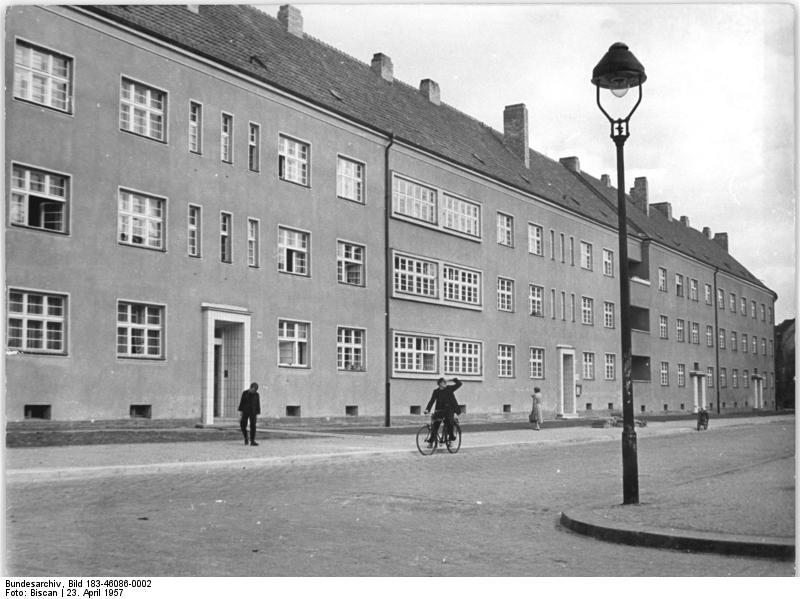
Instandgesetzte Wohnungen in der Martin-Anderson-Nexö-Straße, Blick nach Süden, 1957

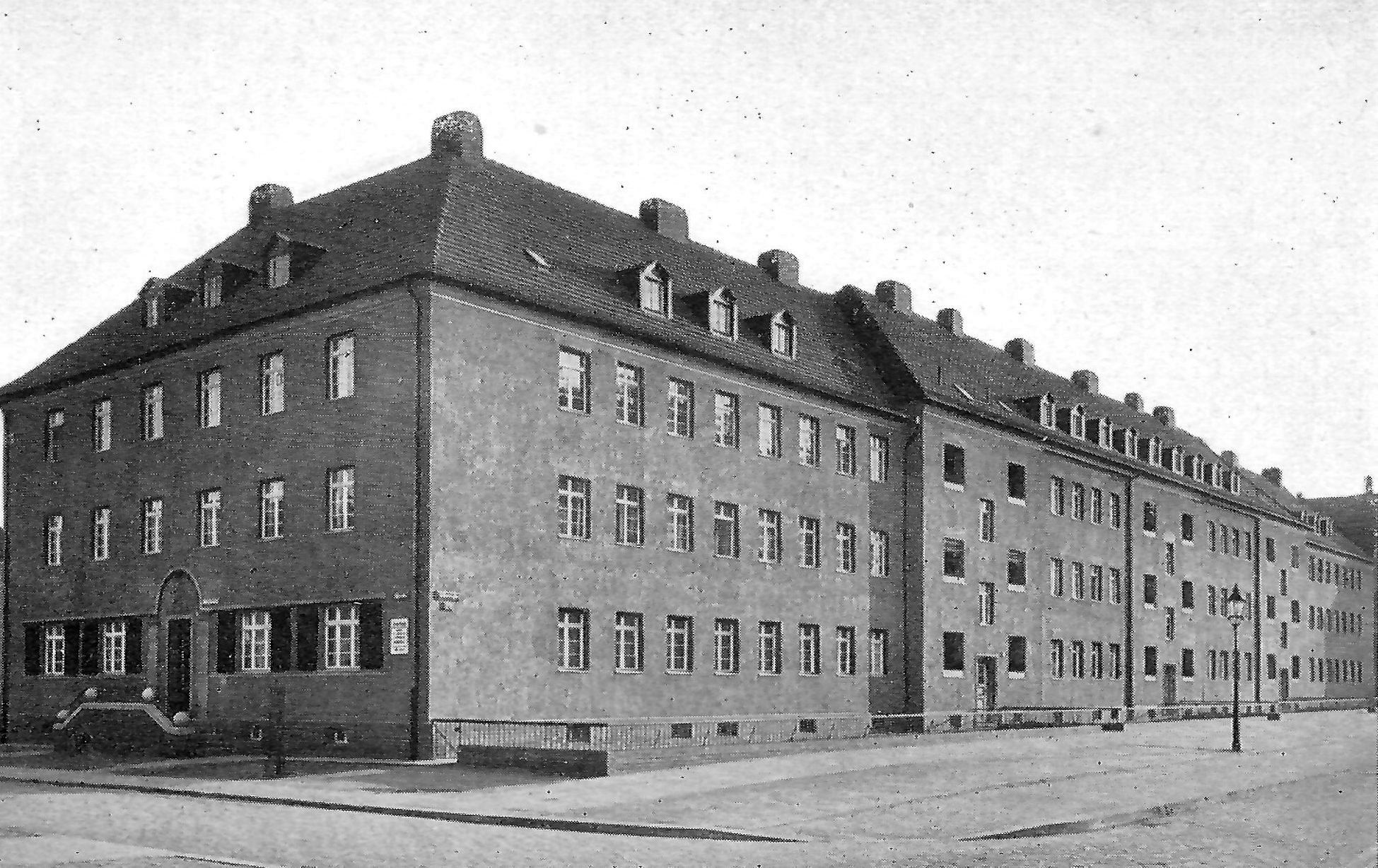
Block an der Hindenburgstraße (heutige Albert-Vater-Straße) in den 1920er Jahren

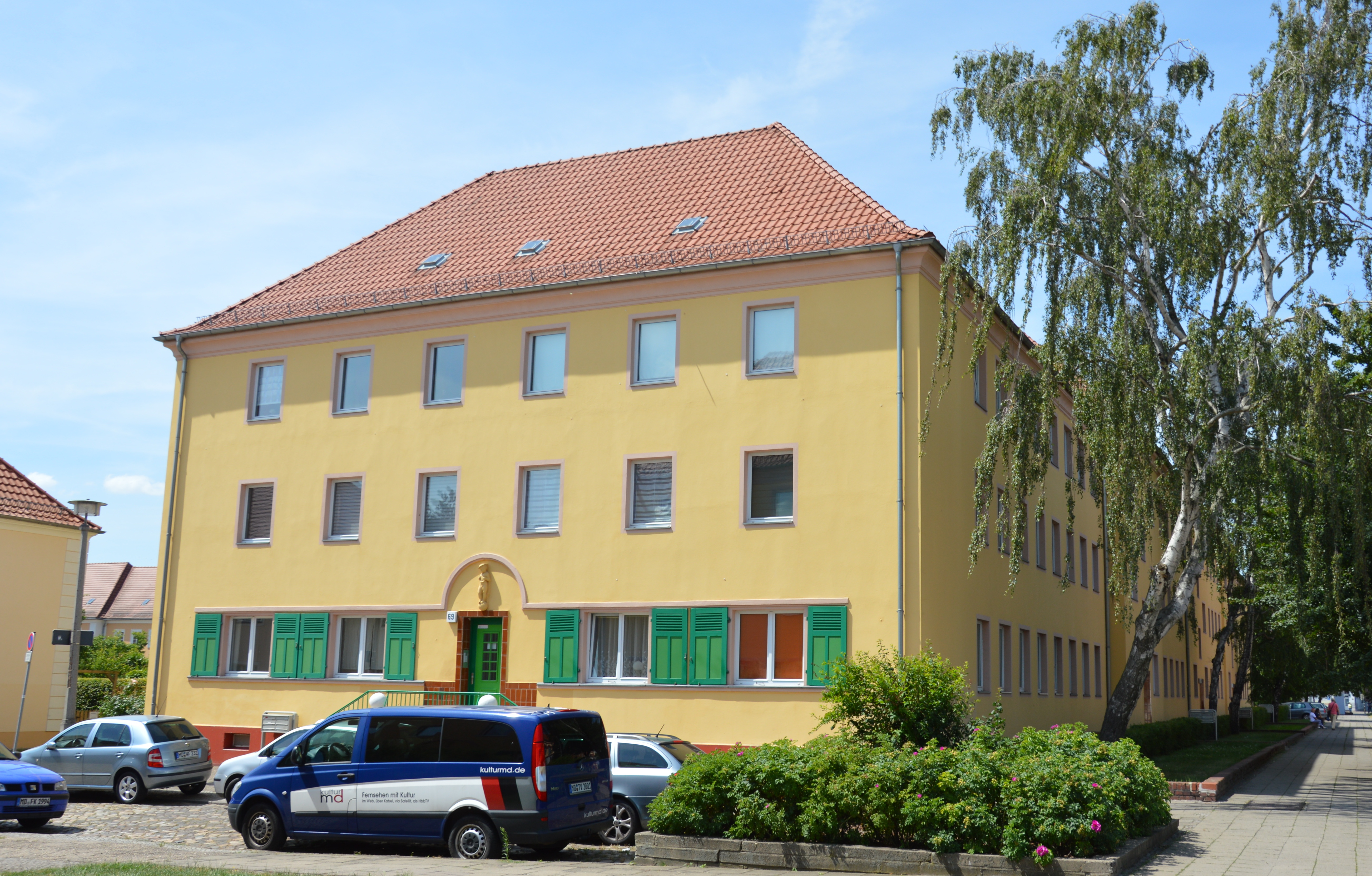
Gleicher Block im Jahr 2018

Die Gartenstadt Westernplan ist eine denkmalgeschützte Siedlung in Magdeburg in Sachsen-Anhalt.

## Lage
Sie befindet sich im nördlichen Teil des Magdeburger Stadtteils Stadtfeld Ost und umfasst denkmalgeschützte Häuserzeilen in der Albert-Vater-Straße, der Freiherr-vom-Stein-Straße, Martin-Andersen-Nexö-Straße, Röntgenstraße und Westernplan.

## Architektur und Geschichte
Die Siedlung wurde nach Plänen des Architekten Bernhard Lippsmeier in der Zeit von 1923 bis 1936 durch die Heimstättenbaugenossenschaft Magdeburg errichtet. Die 1920 gegründete Genossenschaft plante den Erwerb von 9,8 Hektar Fläche, konnte jedoch bedingt durch die Inflation der damaligen Zeit zunächst nur zwei Hektar kaufen. Die Genossenschaftsmitglieder, für die die Wohnungen entstanden, stammten aus einfachen Bevölkerungsschichten. Die zukünftige Miete durfte 20 % eines Jahreseinkommens nicht übersteigen. Zunächst war eine Gartenstadt aus Einfamilienhäusern geplant, letztlich wurde dann jedoch aufgrund der starken Wohnungsnot verdichtet gebaut, wobei das Konzept einer Gartenstadt Vorbild blieb. Der Baustil orientierte sich am konservativ geprägten Heimatstil. Die Fassaden sind zumeist sparsam durch Lisenen gegliedert. Die Fenster sind als Sprossenfenster ausgeführt und mit Fensterläden versehen. Zum Teil finden sich auch im Laufe der längeren Entstehungszeit dann im moderneren Stil ausgeführte Elemente wie Loggien und Runderker. Bedeckt sind die Gebäude von steilen Walmdächern. 
Neben Wohnungen entstanden auch für die Nahversorgung benötigte Geschäfte. So wurde 1926 an der Ecke Westernplan/Martin-Anderson-Nexö-Straße eine Bäckerei gebaut. Es entstanden auch Drogerie, Lebensmittelgeschäft und Frisör. Die Straßen wurden in Nord-Süd-Ausrichtung durch die Siedlung gelegt, wobei zwischen den Erschließungsstraßen und die in die Blöcke führenden Wohnstraßen unterschieden wurde.
Der Westernplan lässt sich in drei Bauabschnitte einteilen, die sich auch architektonisch unterscheiden. In der Zeit bis 1926 entstand der Bereich zwischen Ebendorfer Straße und Martin-Anderson-Nexö-Straße. Charakteristisch sind hier Gliederungen durch vertikale Lisenen und rot eingedeckte Dächer mit gleichmäßig angeordneten Satteldachgauben. Deren Giebel sind, wie auch Fensterläden und Haustüren in kräftigem Grün gestrichen. Über den Hauseingängen befanden sich Stuckmedaillons, die zum Teil erhalten geblieben sind. Von 1927 bis 1930 wurde das Areal zwischen Martin-Andersen-Nexö-Straße und Rödelstraße bebaut. Die Fassaden sind hier durch Risalite, Loggien, Gebäudesprünge und Balkone dominiert. Als letzter Abschnitt entstand dann bis 1936 der östliche Bereich, der jedoch nicht mehr vollständig entsprechend der Planung fertig gestellt wurde. So wurde nun durchweg dreigeschossig gebaut. Die Unterscheidung zwischen den Straßen zur Erschließung und den Wohnstraßen wurde aufgegeben.
Während des Zweiten Weltkriegs kam es zu erheblichen Zerstörungen durch Luftangriffe. Der Wiederaufbau erfolgte zum Teil verändert, so dass nur der in der Zeit von 1923 bis 1928 errichtete Siedlungskern in seiner ursprünglichen Struktur erhalten ist. Nur zum Teil zerstörte Gebäude wurden bis 1958 wieder aufgebaut. Vom Wiederaufbau stark zerstörter Häuser insbesondere an der Südwestseite der Straße Westernplan wurde abgesehen. Auch ein charakteristischer Torbogen an der Klopstockstraße wurde nicht wieder hergestellt. 1955 eröffnete in der Friedrich-Naumann-Straße das erste genossenschaftlich geführte Altersheim in der DDR. In der Zeit der DDR wurden Baulücken zum Teil mit DDR-Typenbauten geschlossen.
Im Kern besteht eine großzügige zweigeschossige Bauweise, während die Randgebiete in aufgelockerter dreigeschossiger Blockrandbebauung entstanden. Die Siedlung bildet dabei eine Mischung aus Gartenstadt und großstädtischem Viertel. Es bestehen große grüne Innenhöfe. Außerdem bestanden ursprünglich Mietergärten.
Ab 1994 begann eine Sanierung der Gebäude.
Im örtlichen Denkmalverzeichnis ist die Siedlung unter der Erfassungsnummer 094 70985 als Baudenkmal verzeichnet. Die Denkmaleinstufung erfolgte zum Teil bereit im Jahr 1987.
Die Siedlung gilt abweichend von den übrigen Siedlungsprojekten der 1920er Jahre in Magdeburg als Beispiel einer in traditionelleren Formen durchgeführtes Vorhaben. Die Wohnungen befinden sich weiterhin in genossenschaftlicher Hand und gehören der Magdeburger Wohnungsbaugenossenschaft von 1893 e.G.